# 2G-Regel

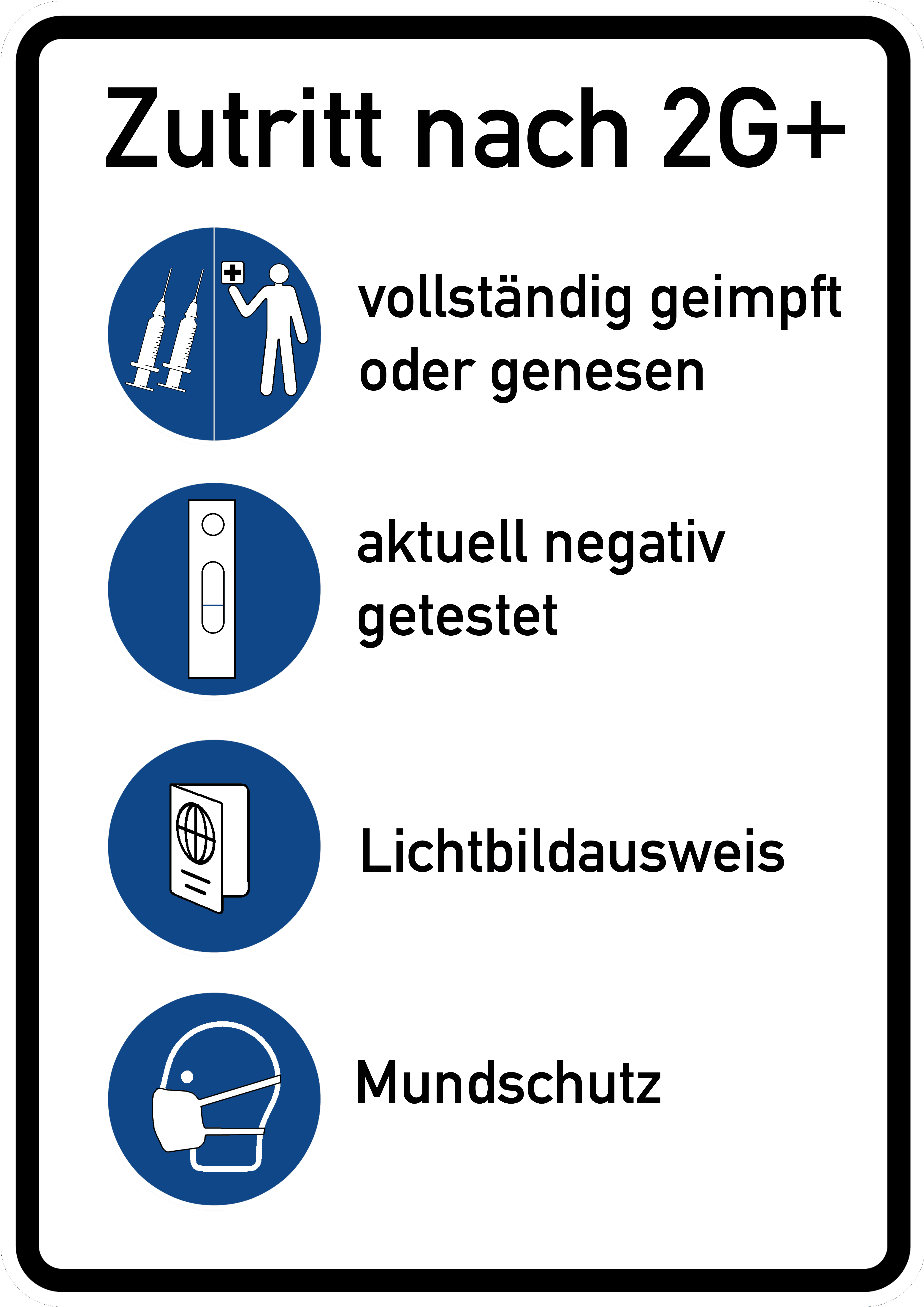
Beschilderung zur 2G-plus-Regel mit einfachem Mundschutz

Die 2G-Regel („geimpft oder genesen“.) wurde in deutschsprachigen Ländern während der COVID-19-Epidemie eingeführt. Sie beschreibt Zutrittsbeschränkungen zu bestimmten Einrichtungen (Gastronomie, Freizeiteinrichtungen, wie Kino und Theater, Teile des Einzelhandels) auf Personen, die eine Immunisierung in Form eines gültigen Impf- oder Genesenenzertifikats (sog. 2G-Nachweis) nachweisen konnten.
Andere Versionen dieser Coronabekämpfungmaßnahme waren die strengeren 2G+- (2G-Plus) und 2G++-Regeln oder die mildere 3G-Regel, die alternativ nur eine der drei Gegebenheiten  „geimpft“, „genesen“ oder „getestet“ forderte. 2G+ bedeutet geimpft/genesen mit aktuellem Schnelltest, 2G++ bedeutet geimpft oder genesen plus aktueller Schnelltest sowie Tragen einer FFP2-Maske.
Die Regeln galten ab November 2021 und wurden im Januar und Februar 2022 ausgesetzt. Die genaue Ausgestaltung war in Österreich landesweit, in der Schweiz von den Kantonen, und in Deutschland von den Bundesländern über Rechtsverordnungen unterschiedlich festgelegt. In Rheinland-Pfalz beispielsweise erlaubte 2G+/2G-Plus ab September 2021 im Rahmen der 21. CoBeLVO den Zutritt auch für eine begrenzte (von der Warnstufe abhängige) Anzahl Nicht-Immunisierter.
Andere Staaten hatten ähnliche Regeln erlassen. Schärfere Zugangssperren für Ungeimpfte nicht nur in bestimmten Einrichtungen, sondern praktisch für den gesamten öffentlichen Raum, galten in Österreich und Italien. In den Niederlanden war es Ende November 2021 im Zusammenhang mit der geplanten Einführung von 2G zu gewalttätigen Protesten gekommen. Stattdessen galt bis 18. Dezember ein „Abend-Lockdown“, wodurch Geschäfte und Bars bereits ab 20 Uhr schließen mussten. Zwischen dem 19. Dezember 2021 und 14. Januar 2022 galt ein flächendeckender Lockdown. Am 25. Januar durften  Gastronomie, Freizeit- und Kulturbranchen u. a. wieder unter Einhaltung von 3G öffnen.
Die untergesetzlichen, auf dem Verordnungsweg erlassenen freiheitsbeschränkenden Schutzmaßnahmen sind in Deutschland mit dem § 28a Infektionsschutzgesetz begründet, in der Schweiz nach dem COVID-19-Gesetz, in Österreich mit dem COVID-19-Maßnahmengesetz.

## Definitionen
Die Definitionen „geimpft“ und „genesen“ sind für Deutschland seit 18. März 2022 im § 22a Infektionsschutzgesetz festgelegt. Zuvor galten vom Robert Koch-Institut herausgegebene Festlegungen: 2G bedeutete den Nachweis
- der vollständigen Impfung mit einem in der EU zugelassenen COVID-19-Impfstoff, nach Gabe der letzten Impfstoffdosis mussten mindestens 14 Tage vergangen sein, (je nach Impfstoff waren zu Anfang eine (Vektor-basierter Impfstoff COVID-19 Vaccine Janssen) oder zwei Impfdosen (Vektor-basierter Impfstoff Vaxzevria sowie mRNA-Impfstoff Spikevax oder Comirnaty, inkl. heterologes Impfschema) notwendig, Ab dem 15. Januar 2022 waren auch mit der Vaccine Janssen zwei Impfungen notwendig)[15]
- oder einer durchgemachten, PCR-bestätigten SARS-CoV-2-Infektion und einer einmaligen Impfung,
- oder einer positiven Testung auf SARS-CoV-2-Antikörper und danach einer einmaligen Impfung,
- oder eine gesicherten SARS-CoV-2-Infektion vor weniger als 3 Monaten, belegt mit dem Erregernachweis (PCR) zum Zeitpunkt der Infektion (bis 15. Januar 2022 galt eine längere Frist von 6 Monaten),[16]
- oder einer  ersten Impfstoffdosis und danach einer SARS-CoV-2-Infektion, die weniger als 6 Monate zurücklag.[17]

Ab dem 18. März 2022 verlangt der neu eingeführte § 22a IfSG je nach Impfstoff eine bis drei Impfungen mit einem von der Europäischen Union zugelassenen Impfstoff. Wer zunächst einmal geimpft war und dann eine Infektion durchgemacht hat, gilt als „vollständig geimpft“, nicht mehr als „genesen“ (§ 22a Abs. 1 Satz 3 Nr. 2 und 3 Infektionsschutzgesetz; für eine einzige Impfung: in Verbindung mit Satz 4, zweiter Halbsatz). Ab 1. Oktober 2022 gilt als ungeimpft, wer nur eine einzige Impfung erhalten hat (§ 22a Abs. 1 Satz 4 Infektionsschutzgesetz). Ab 1. Oktober 2022 gilt als ungeimpft, wer nur zwei Impfungen erhalten hat (§ 22a Abs. 1 Satz 3 Infektionsschutzgesetz), außer er hat nachgewiesenermaßen (PCR-Test) vor mindestens 28 Tagen eine Infektion durchgemacht (§ 22a Abs. 1 Satz 3 Nr. 2 und 3 Infektionsschutzgesetz).
Als „genesen“ gilt weiterhin, wer eine gesicherte SARS-CoV-2-Infektion durchgemacht hat, die weniger als 3 Monate zurückliegt, bewiesen durch einen direkten Erregernachweis (PCR) zum Zeitpunkt der Infektion. Der Genesenenstatus beginnt automatisch, wenn ein positives PCR-Testergebnis mindestens 28 Tage zurückliegt; der Genesenenstatus endet 90 Tage nach dem ersten positiven PCR-Testergebnis (§ 22a Abs. 2 Nr. 2 Infektionsschutzgesetz).
Niedersachsen nahm ab 4. Dezember 2021 „Geboosterte“ von der 2Gplus-Testpflicht aus. Baden-Württemberg befreite ab 6. Dezember 2021 die folgenden Gruppen von der Testpflicht: Personen mit einer Boosterimpfung, Geimpfte mit abgeschlossener Grundimmunisierung, wenn seit der letzten erforderlichen Einzelimpfung nicht mehr als 6 Monate vergangen waren, und Genesene, deren Infektion nachweislich maximal 6 Monate zurücklag. Die Konferenz der Gesundheitsminister folgte dem ab 14. Dezember bundesweit. Nur Sachsen-Anhalt setzte die Ausnahmeregelung nicht um.

## Rechtsprechung

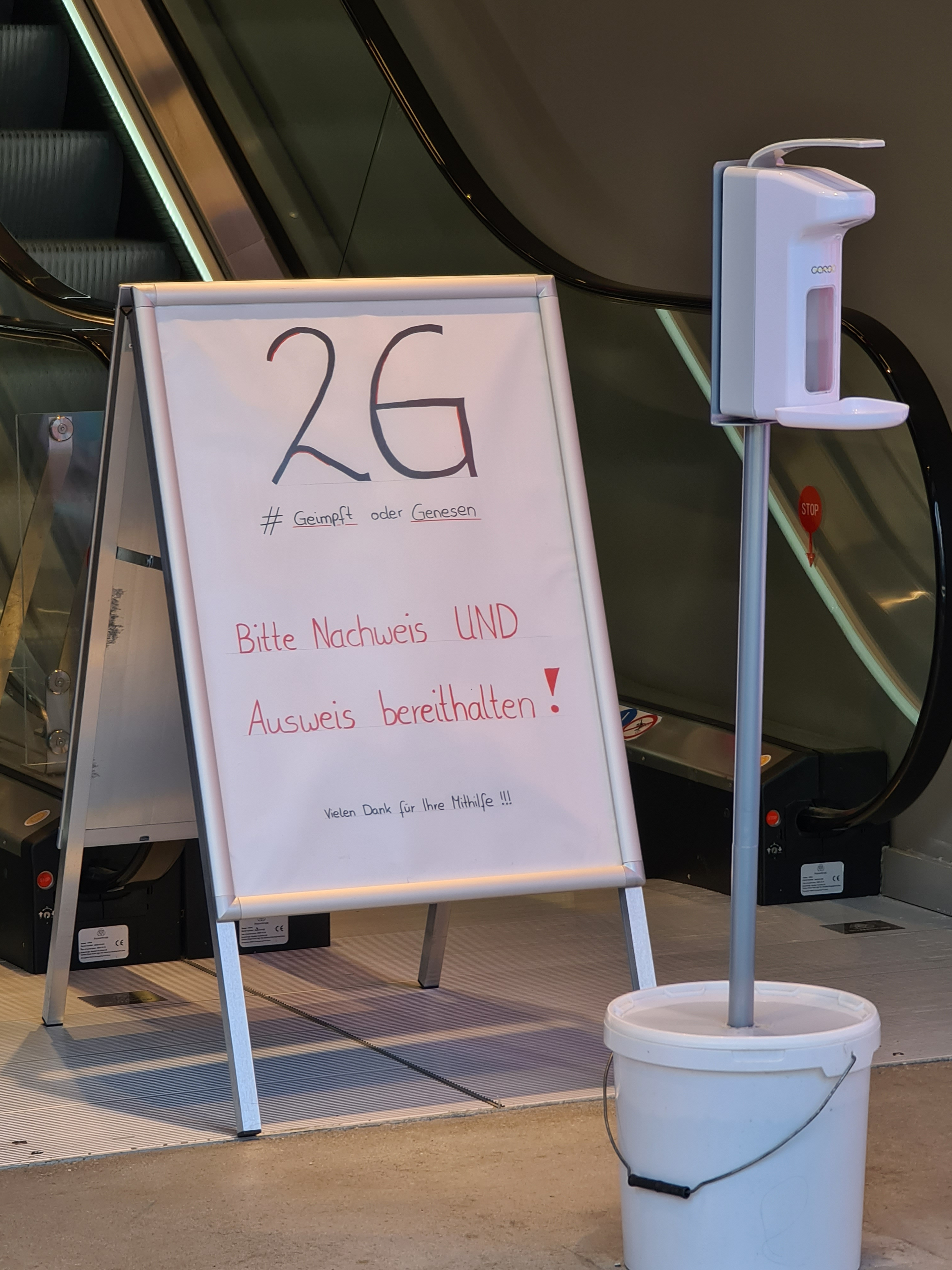
Hinweis zu den geltenden 2G-Regeln vor einem Kleidungsgeschäft

### Einzelhandel
Geschäfte des täglichen Bedarfs waren von der 2G-Regel befreit. In Bayern gehörten dazu beispielsweise Lebensmittel- und Getränkehandel, Drogerien, Apotheken, Bau- und Gartenmärkte, Buchhandlungen, Brief- und Versandhandel, Presse und Tabakwaren, Tankstellen, Blumenläden u. a.
Im Winter 2021/2022 klagten Unternehmen in mehreren Bundesländern vor Gericht. Der Präsident des deutschen Handelsverbands (HDE) Josef Sanktjohanser beklagte die Mehrkosten für Kontrollen und Umsatzrückgänge von bis zu 30 % im Einzelhandel. Im Vergleich zum Vorkrisenniveau brachen die Umsätze vor Weihnachten 2021 um durchschnittlich 35 % ein, in Mecklenburg-Vorpommern um 50–70 %.
Das Oberverwaltungsgericht Schleswig-Holstein wies am 15. Dezember 2021 den Eilantrag der Kaufhauskette Woolworth gegen die 2G-Regelung zurück. Es sei vertretbar, zwischen Geschäften, in denen 2G gilt, und Geschäften der Grundversorgung, die davon ausgenommen sind, zu unterscheiden. Auch in Nordrhein-Westfalen scheiterte Woolworth vor dem OVG Münster.
In Baden-Württemberg wies der Verwaltungsgerichtshof Mannheim den Antrag eines Schuhhändlers zurück. „Üblicherweise dürfte jeder Bürger über ausreichend Schuhe verfügen, um einen gegebenenfalls auch kurzfristig entstehenden Neuanschaffungsbedarf zu überbrücken“.
In Berlin hatte Galeria Karstadt Kaufhof geklagt. Das Oberverwaltungsgericht Berlin-Brandenburg bestätigte am 30. Dezember 2021 die Regelungen. Auch in Bremen, Hamburg, Thüringen, Sachsen, und Sachsen-Anhalt wurden die Anträge von Handelsunternehmen von den Gerichten abgelehnt.
Das Oberverwaltungsgericht Lüneburg entschied dagegen am 17. Dezember auf den Woolworth-Antrag, dass die 2G-Regel gegen den Gleichheitsgrundsatz verstoße und in Niedersachsen nicht mehr angewendet werden dürfe. Im Saarland befreite zunächst ein Gericht die Geschäfte, deren Sortiment oder der Umsatzanteil zu mindestens 85 % aus Waren des täglichen Bedarfs bestehen, von der Regel. Am 21. Januar 2022 setzte das Oberverwaltungsgericht des Saarlandes 2G ganz außer Vollzug.
In Bayern entschied am 21. Dezember das Verfassungsgericht, die 2G-Regelung für Spielwarengeschäfte auszusetzen. „Wie wichtig und dringlich ein täglicher Bedarf sein müsse, damit das Geschäft nicht der 2G-Vorschrift unterliegt, sei weder dem Verordnungstext noch der Begründung zu entnehmen.“ Am 30. Dezember setzte der Bayerische Verwaltungsgerichtshof die 2G-Regelungen auch für Bekleidungsgeschäfte außer Vollzug, weil ein Bedarf an Kleidung täglich eintreten könne und somit der Grundversorgung zuzuschlagen sei. Am 19. Januar 2022 kippte der Bayerische Verwaltungsgerichtshof die 2G-Regelungen für den gesamten Einzelhandel. Geklagt hatte die Besitzerin eines Lampengeschäfts, die argumentierte, in Baumärkten würden auch Lampen verkauft.
In Hessen setzte das Verwaltungsgericht Frankfurt am 31. Januar 2022 die 2G-Regel in den Modegeschäften einer Klägerin außer Vollzug. Wie der Bayerische Verwaltungsgerichtshof stellte das Gericht fest, „dass aus der Coronavirus-Schutzverordnung nicht mit hinreichender Gewissheit hervorgehe, welche Ladengeschäfte unter die Zugangsbeschränkung 2 G fallen sollten.“ Im Sozialgesetzbuch sei als Regelbedarf zur Sicherung des Lebensunterhalts neben Ernährung, Körperpflege und Hausrat auch die Kleidung genannt.

### Hochschulen
In Baden-Württemberg klagte ein ungeimpfter Student der Pharmazie vor dem Verwaltungsgerichtshof Mannheim erfolgreich auf Zugang zu Räumlichkeiten seiner Universität. Am 21. Januar 2022 entschied das Gericht ferner gegen die landesrechtlichen Einschränkungen („Alarmstufe II“) unabhängig von der Hospitalisierungsrate. Die Grundrechtseinschränkungen seien im Gesetz an die Hospitalisierungsrate gebunden und könnten nicht nach freiem Ermessen fortgeführt werden. Das Recht auf Berufsausbildungsfreiheit wirkt nach Ansicht des Gerichtes in diesem Fall schwerer als eine Fortführung der geltenden Regelungen.